# Corre-soques rovellat
El corre-soques rovellat (Margarornis rubiginosus) és una espècie d'ocell de la família dels furnàrids (Furnariidae).

## Hàbitat i distribució
Habita la selva pluvial i bosc obert de les muntanyes de Costa Rica i oest de Panamà.